# 17e régiment d'infanterie (États-Unis)
Pour les articles homonymes, voir 17e régiment d'infanterie.
Le 17e régiment d'infanterie des États-Unis (17th Infantry Regiment) est un régiment de l'armée américaine créé en 1861.